# Aleksander Dadźbóg Sapieha
Pour les articles homonymes, voir Aleksander Sapieha et Sapieha.
Aleksander Dadźbóg Sapieha (1585-1635), magnat de Pologne-Lituanie, membre de la famille Sapieha, castellan et chambellan de Vitebsk, staroste de Orcha, 

## Biographie
Aleksander Dadźbóg Sapieha est le fils de Grzegorz Sapieha et de Zofia Stravinska.
Issu d'un famille calviniste, après la mort des parents, Aleksander est envoyé par son oncle Lew Sapieha, suivre ses études au collège des jésuites. En 1602 et 1603 il étudie à Braniewo et à Cracovie et se convertit au catholicisme.
En 1606, il est nommé chambellan cde Vitebsk. En 1607 il est envoyé au Sejm. De 1609 à 1611, il participe à l'expédition de Smolensk et est nommé staroste d'Orcha. En 1613, il est envoyé au Sejm, où il est nommé castellan de Vitebsk. En 1614 il intervient pour porter assistance à Smolensk, assiégé par les Russes. Il prend part à la bataille de Chocim en 1621 et prend le commandement de toute l'armée lituanienne après la mort du grand hetman Jan Karol Chodkiewicz. Il prend part à la guerre contre la Suède, arrivant à la tête de ses troupes en Livonie à la fin de 1627. En 1628 avec Jan Stanisław Sapieha, il se rend en Hongrie. En 1631, en raison de son état de santé, il refuse la charge de Cześnik wielki litewski (échanson de Lituanie).

## Mariage et descendance
En 1613, il épouse Elżbieta Chodkiewiczówna, fille de Hieronim Chodkiewicz (pl) (1560–1617). Ils ont deux filles:
- Anna, épouse de Stanisław Pawłowicz Naruszewicz (pl)
- Krystyna Konstancja, épouse de Jan Samuel Pac (pl)

## Sources
- (pl) Cet article est partiellement ou en totalité issu de l’article de Wikipédia en polonais intitulé « Aleksander Dadźbóg Sapieha » (voir la liste des auteurs).